# Desmond Ackner, Baron Ackner
Desmond James Conrad Ackner, Baron Ackner PC QC (* 18. September 1920; † 21. März 2006) war ein britischer Jurist, der zuletzt als Lord of Appeal in Ordinary aufgrund des Appellate Jurisdiction Act 1876 als Life Peer auch Mitglied des House of Lords war.

## Leben
Nach dem Besuch der Highgate School absolvierte Ackner ein Studium der Rechtswissenschaften am Clare College der University of Cambridge und leistete zwischenzeitlich während des Zweiten Weltkrieges Militärdienst in der Royal Artillery. Er erhielt nach Beendigung des Studiums 1945 die anwaltliche Zulassung bei der Rechtsanwaltskammer (Inns of Court) von Middle Temple, woraufhin er eine Tätigkeit als Barrister aufnahm. Für seine Verdienste als Anwalt wurde ihm 1961 der Titel eines Kronanwalts („Queen’s Counsel“) verliehen und er darüber hinaus 1965 nach zwanzigjähriger juristischer Tätigkeit auch sogenannter „Bencher“ der Anwaltskammer von Middle Temple. Neben seiner anwaltlichen Tätigkeit war er von 1962 bis 1971 nebenamtlicher Stadtrichter in Swindon.
Landesweite Aufmerksamkeit als Anwalt erreichte Ackner Mitte der 1960er Jahre, als er die Hinterbliebenen des Grubenunglücks von Aberfan vom 21. Oktober 1966 vertrat und dabei schwere Vorwürfe gegen Alfred Robens, Baron Robens, den Vorsitzenden der Nationalen Kohlebehörde (National Coal Board), erhob.
Im Anschluss wechselte er hauptberuflich in den Richterdienst und war zwischen 1967 und 1971 auch Richter am Appellationsgericht (Court of Appeal) für Jersey und Guernsey. Ende der 1960er Jahre befasste er sich darüber hinaus auch mit den Geschädigten aufgrund der Einnahme von Thalidomid und gewährte für diese hohe Entschädigungsleistungen. Daneben fungierte er zwischen 1968 und 1970 auch als Vorsitzender des Generalrates der Anwaltschaft sowie als Vizepräsident des Senats der vier Anwaltskammern des Inns of Court.
Ackner wurde daraufhin 1971 Richter in der Kammer für Zivilsachen (Queen’s Bench Division) an dem für England und Wales zuständigen  High Court of Justice und bekleidete dieses Richteramt bis 1980. Zugleich wurde er 1971 zum Knight Bachelor geschlagen und führte seither den Namenszusatz „Sir“. Während dieser Zeit war er zwischen 1973 und 1980 auch Richter am Handelsgericht (Commercial Court), einer Unterabteilung der Kammer für Zivilsachen, sowie zugleich von 1976 bis 1979 Vorsitzender Richter des für Westengland zuständigen Abteilung.
Nach Beendigung dieser Richtertätigkeit erfolgte 1980 seine Berufung zum Richter (Lord Justice of Appeal) am Court of Appeal, dem für England und Wales zuständigen Appellationsgericht, an dem er bis 1986 tätig war. Daneben wurde er 1980 auch zum Privy Councillor ernannt.
Zuletzt wurde Ackner am 6. Januar 1986 aufgrund des Appellate Jurisdiction Act 1876 als Life Peer mit dem Titel Baron Ackner, of Sutton in the County of West Sussex zum Mitglied des House of Lords in den Adelsstand berufen und wirkte bis 1992 als Lordrichter (Lord of Appeal in Ordinary). Als Lordrichter befasste er sich 1987 unter anderem mit der Vorabveröffentlichung von Auszügen aus dem Roman Spycatcher von Peter Wright. Diese presserechtlichen Einschränkungen wurden von Peter Preston, dem Chefredakteur der Tageszeitung The Guardian, als „neue und unheilvolle Waffe“. Zuletzt war er zwischen 1993 und 1996 Präsident der Society of Sussex Downsmen.